# Bermont
Bermont je francouzská obec v departementu Territoire de Belfort, v regionu Franche-Comté ve východní Francii.